# Salve a ti, Nicaragua
Salve a ti, Nicaragua (hrv. Zdravo tebi, Nikaragva) je državna himna Nikaragve i jedan od nacionalnih simbola nikaragvanske nacije. Odobrena je 20. listopada 1939., a službeno usvojena 25. kolovoza 1971. Stihove je napisao Salomón Ibarra Mayorga, a glazbeni aranžman Luis A. Delgadillo.
Ova himna je zamijenila prijašnju "Hermosa Soberana" koja je bila usvojena u rujnu 1893. godine, a danas je popularna kao nacionalna budnica. Nakon neuspjeha liberalne revolucije 1910. godine, ta himna zamijenjena je novom, u skladu s mirovnim duhom zemlje u kojoj je upravo završio niz građanskih ratova.

## Tekst himne
Salve a ti, Nicaragua (španjolski)
¡Salve a ti, Nicaragua! En tu suelo,

ya no ruge la voz del canon,

ni se tiñe con sangre de hermanos

tu glorioso pendón bicolor.

Brille hermosa la paz en tu cielo,

nada empañe tu gloria inmortal,

¡que el trabajo es tu digno laurel

y el honor es tu enseña triunfal!

## Hrvatski prijevod
Zdravo tebi, Nikaragvo!
Zdravo tebi, Nikaragvo! Na tvom tlu,

ne čuje se više zvuk topova,

niti bratska krv natapa

tvoj slavni dvobojni stijeg.

Predivno blješti mir na tvom nebu,

i ništa ne zamućuje tvoju besmrtnu slavu,

i tvoj rad zarađuje lovorike

a tvoja čast je tvoja slavna zastava!